# Conistra modesta
Conistra modesta là một loài bướm đêm trong họ Noctuidae.